# Urs von Wartburg
Urs von Wartburg (ur. 1 marca 1937 w Wangen bei Olten) – szwajcarski lekkoatleta specjalizujący się w rzucie oszczepem
26-krotny mistrz Szwajcarii w latach 1957-1980. 22 tytuły zdobył w rzucie oszczepem, trzy w pięcioboju oraz jeden w dziesięcioboju. Wielokrotny rekordzista kraju. Pięciokrotny uczestnik igrzysk olimpijskich (Rzym 1960, Tokio 1964, Meksyk 1968, Monachium 1972 oraz Montreal 1976). Największy sukces odniósł podczas igrzysk w roku 1968 zajmując 8. miejsce w rundzie finałowej z wynikiem 80,56. Trzy razy reprezentował swój kraj w mistrzostwach Europy. W 1965 został wybrany najlepszym sportowcem Szwajcarii. W latach 1977–1988 zdobył w sumie 9 złotych medali w mistrzostwach Europy i świata w kategorii weteranów. Rekord życiowy w rzucie oszczepem: 82,75 (15 sierpnia 1965, Olten).